# Pamarayan (Jiput)
Pamarayan is een bestuurslaag in het regentschap Pandeglang van de provincie Banten, Indonesië. Pamarayan telt 2083 inwoners (volkstelling 2010).